# Philippe Davies
Pour les articles homonymes, voir Phil Davies et Davies.
Philippe Davies est un joueur de soccer canadien né le 12 décembre 1990 à Longueuil au Québec. Il évolue au poste de milieu de terrain avec le CS Longueuil en PLSQ.

## Biographie
Davies s'engage avec le nouveau club canadien de NASL, le Fury d'Ottawa, le 28 février 2014.
Le 19 août 2015, Davies annonce sa retraite sportive à seulement 24 ans. Il rejoint alors l'Association régionale de soccer Rive-Sud au Québec.
Le 2 décembre 2015, il rejoint le club semi-professionnel du CS Longueuil en Première ligue de soccer du Québec.

## Palmarès
- Champion USL Pro 2013